# GNOME
GNOME je grafičko radno okruženje odnosno grafičko korisničko sučelje sačinjeno u potpunosti od slobodnog softvera, a koristiti se na računalnim operacijskim sustavima sličnim Unixu (poglavito na Linuxu). Zadano je korisničko sučelje na raznim distribucijama Linuxa, kao što su Ubuntu, Fedora Linux, Red Hat Enterprise Linux, Debian, Pop!_OS i drugi.
GNOME je međunarodni projekt koji uključuje izradu okvira za razvoj softvera, izbor korisničkih aplikacija, te izradu softvera koji sačinjavaju komponente potrebne za rad grafičkog korisničkog sučelja. GNOME je dio projekta GNU.
Izvorno značenje skraćenice GNOME bilo je GNU Network Object Model Environment.
Razvija ga zajednica GNOME Project koju čine volonteri i plaćeni programeri, a najveći korporacijski pridonositelj je Red Hat.

## Cilj
Projekt GNOME nudi dvije stvari: GNOME kao grafičko radno okruženje koje je korisnicima jednostavno i privlačno, te GNOME kao razvojnu platformu za razvijanje aplikacija koje se dobro integriraju s ostatkom korisničkog sučelja stolnih i prijenosnih računala.
Projekt naročito želi postići da GNOME bude jednostavan, koristan i da "jednostavno radi". Drugi ciljevi projekta su: 
- Sloboda - napraviti grafičko radno okruženje s izvornim kodom koji se može koristiti pod uvjetima neke od licencija za slobodan softver.
- Pristupačnost - omogućiti korištenje računala svima neovisno o tehničkoj obučenosti i fizičkim mogućnostima.
- Lokalizacija - raspoloživost korisničkog sučelja na mnogim jezicima.
- Prilagođenost programerima - omogućiti programerima širi izbor programskih jezika u razvoju kvalitetnih aplikacija koje će se dobro uključiti u korisničko sučelje.
- Organiziranost - držati se redovnog izdavanja novih inačica i održavati discipliniranu strukturu GNOME-ove zajednice.
- Potpora - osigurati da GNOME podupiru tvrtke i organizacije izvan kruga GNOME-ove zajednice

## Povijest
GNOME projekt započeli su Miguel de Icaza i Federico Mena u kolovozu 1997.

## Srodni tekstovi
- KDE
- Xfce

## Vanjske poveznice
Službene poveznice
- GNOME-ova web-stranica
- GNOME-ov wiki
- Integracija blogova korisnika GNOME-a
- GNOME Art — stranice koje nude teme i pozadine za GNOME kao i mogućnost uključivanja suradnika u izradu kvalitetnih vizualnih elemenata za GNOME

Ostale poveznice
- [neaktivna poveznica] — kolekcija softvera za GNOME
- GNOME Journal — online magazin posvećen GNOME-u
- GNOME Look — kolekcija tema, pozadina i drugih vizualnih elemenata za GNOME